# Acanthobodilus immundus
Espèce
Synonymes
- Acanthobodilus immundus[2]
- Aphodius (Acanthobodilus) immundus Creutzer, 1799[1]
- Aphodius immundus (préféré par NCBI)[2]
- Aphodius immundus Creutzer, 1799[1]
- Bodilus immundus (Creutzer, 1799)[1]

Acanthobodilus immundus est une espèce d'insectes de l'ordre des coléoptères et du sous-ordre des polyphages.

## Répartition et habitat
Acanthobodilus immundus est présent en France, notamment dans le Nord-Pas-de-Calais.

## Publication originale
- Creutzer, 1799 : Entomologische Versuche. (texte intégral) (de).

## Aphodius arvernicus
En 1928, Hoffman décrit Aphodius arvernicus, une espèce endémique d'Auvergne. Une fois réétudiés en 1999, les spécimens s'avèrent être une supercherie scientifique ; les chimères étant constituées d'une tête d'Acanthobodilus immundus et d'un corps d'Aphodius rufus.